# 前688年
| 千纪： | 前1千纪 |
| 世纪： | 前8世纪 \| 前7世纪 \| 前6世纪 |
| 年代： | 前710年代 \| 前700年代 \| 前690年代 \| 前680年代 \| 前670年代 \| 前660年代 \| 前650年代                                                                                |
| 年份： | 前693年 \| 前692年 \| 前691年 \| 前690年 \| 前689年 \| 前688年 \| 前687年 \| 前686年 \| 前685年 \| 前684年 \| 前683年                                                  |
| 纪年： | 周莊王九年 魯莊公六年 秦武公十年 陳宣公五年 蔡哀侯七年 鄭子嬰六年 宋閔公四年 楚文王二年 齊襄公十年 晉侯緡17年 曲沃武公28年 燕庄公三年 衛黔牟九年 曹庄公14年 杞靖公16年 |

## 大事记
- 在錫拉庫扎建立45年後，從羅得斯和克里特島來的殖民者建立傑拉。
- 亞述王辛那赫里布攻陷並摧毀巴比倫，俘迦勒底王，從此巴比倫被亞述控制達數十年。